# زرین‌پوش کالابار
زرین‌پوش کالابار (نام علمی: Arctocebus calabarensis) نام یک گونه از سرده زرین‌پوش است.